# Traité bilatéral d'investissement
Un traité bilatéral d’investissement (TBI), accord de promotion et de protection de l’investissement étranger ou accord de protection des investissements, est un traité entre deux pays qui fixe des protections légales pour les investissements étrangers. Ces accords peuvent permettent notamment aux investisseurs, ayant la nationalité de l'autre État signataire, d'enclencher une procédure judiciaire d'arbitrage international en cas de rupture du traité par l'un des États signataires, par un mécanisme de règlement des différends entre investisseurs et États. Ces traités ont notamment été conclus entre des pays développés et des pays en développement, avant d'être généralisés entre toutes sortes de pays. Le premier traité de ce type a été signé en 1959 entre le Pakistan et l'Allemagne. Il y aurait près de 2 600 accords de ce type. Les accords de libre-échange incluent généralement des clauses similaires aux traités bilatéraux d’investissement.